# Timandra comae
Pour les articles homonymes, voir Phalène.
Timandre aimée, Phalène anguleuse
Espèce
Timandra comae, la Timandre aimée ou Phalène anguleuse[réf. nécessaire], est une espèce de lépidoptères de la famille des Geometridae.

## Distribution
Eurasiatique dont France, Angleterre, Allemagne, Italie, Benelux, sud de la Scandinavie et jusqu'au Japon.

## Espèce proche ou synonyme selon les classifications[3]
- Timandra griseata Petersen, 1902 - semble limitée à l'Europe du Nord : Pays baltes, Scandinavie[4]

## Habitat
Endroits humides : friches, haies, bords des fossés, des étangs, prairies, etc.

## Imago
Antennes du mâle bipectinées ; papillon souvent actif pendant le jour, butine les fleurs ; de nuit, il est attiré par la lumière. Vol de mai à septembre en deux générations.

## Chenille
Se nourrit sur Polygonum, Rumex et autres plantes basses ; la deuxième génération hiverne.

## Liste des sous-espèces
Selon GBIF (27 juin 2023) :
- Timandra comae comae Schmidt, 1931
- Timandra comae palmonii Hausmann, 1997

## Systématique
Le nom valide complet (avec auteur) de ce taxon est Timandra comae Schmidt, 1931.
Ce taxon porte en français les noms vernaculaires ou normalisés suivants : Timandre aimée.
Timandra comae a pour synonymes :
- Calosythanis amata
- Calothysanis amata
- Calothysanis brykaria Nordström, 1942
- Calothysanis comae (Schmidt, 1931)
- Calothysanis griseata
- Comai misspel
- Phalaena angulata Geoffroy, 1785
- Phalaena vibicaria Hufnagel, 1767
- Timandra amata
- Timandra amataria (Denis & Schiffermüller), 1775
- Timandra comai